# Stazione di Kunisada
La stazione di Kunisada (国定駅?, Kunisada-eki) è una stazione ferroviaria della città di Isesaki, nella prefettura di Gunma gestita dalla JR East.

## Linee
JR East
■ Linea Ryōmō

## Struttura
La stazione è realizzata in superficie e dispone di un marciapiede laterale e uno a isola, con tre binari totali. I marciapiedi non sono ancora stati allineati ai nuovi standard (76 cm sul piano del ferro), quindi rimane un certo dislivello fra la banchina e il piano di calpestio dei treni.
| Binario | Linea         | Destinazioni principali                     |
| ------- | ------------- | ------------------------------------------- |
| 1       | ■ Linea Ryōmō | Kiryū, Ashikaga, Sano e Oyama               |
| 2-3     | ■ Linea Ryōmō | Isesaki, Maebashi, Shin-Maebashi e Takasaki |

## Stazioni adiacenti
| «           | Servizio    | »           |
| Linea Ryōmō | Linea Ryōmō | Linea Ryōmō |
| ----------- | ----------- | ----------- |
| Isesaki     | -           | Iwajuku     |